# كارل هايد
كارل هايد (بالإنجليزية: Karl Hyde)‏ هو موسيقي وكاتب أغاني ومغني بريطاني، ولد في 10 مايو 1957 في ورسستر في المملكة المتحدة.

## وصلات خارجية
- الموقع الرسمي
- كارل هايد على موقع IMDb (الإنجليزية)
- كارل هايد على موقع ميوزك برينز (الإنجليزية)
- كارل هايد على موقع إن إن دي بي (الإنجليزية)
- كارل هايد على موقع أول ميوزيك (الإنجليزية)
- كارل هايد على موقع ديسكوغز (الإنجليزية)
- كارل هايد على موقع قاعدة بيانات الفيلم (الإنجليزية)